# Vojenský hřbitov (Jindřichovice, okres Sokolov)
Vojenský hřbitov v Jindřichovicích na Sokolovsku se nachází severně od centra obce v zalesněném svahu. Plochu má 1 172 m² a je ve správě obce Jindřichovice. Jižně od Jindřichovic je mauzoleum obětí první světové války, kam byla po konci války uložena většina ostatků zemřelých z vojenského lesního hřbitova.
Mauzoleum je chráněno jako nemovitá kulturní památka.

## Historie

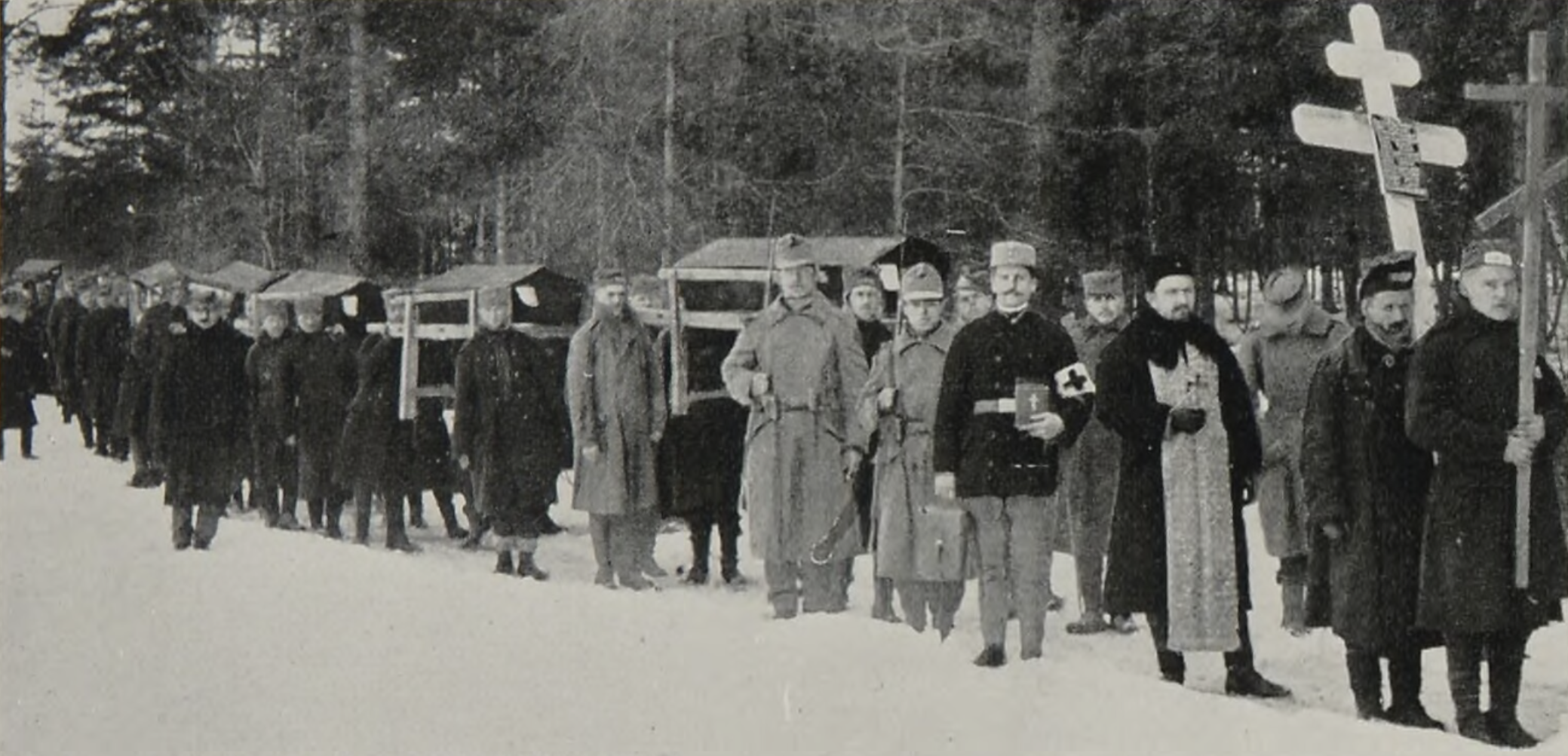
Pohřeb zemřelých srbských vězňu na hřbitově (asi 1916)

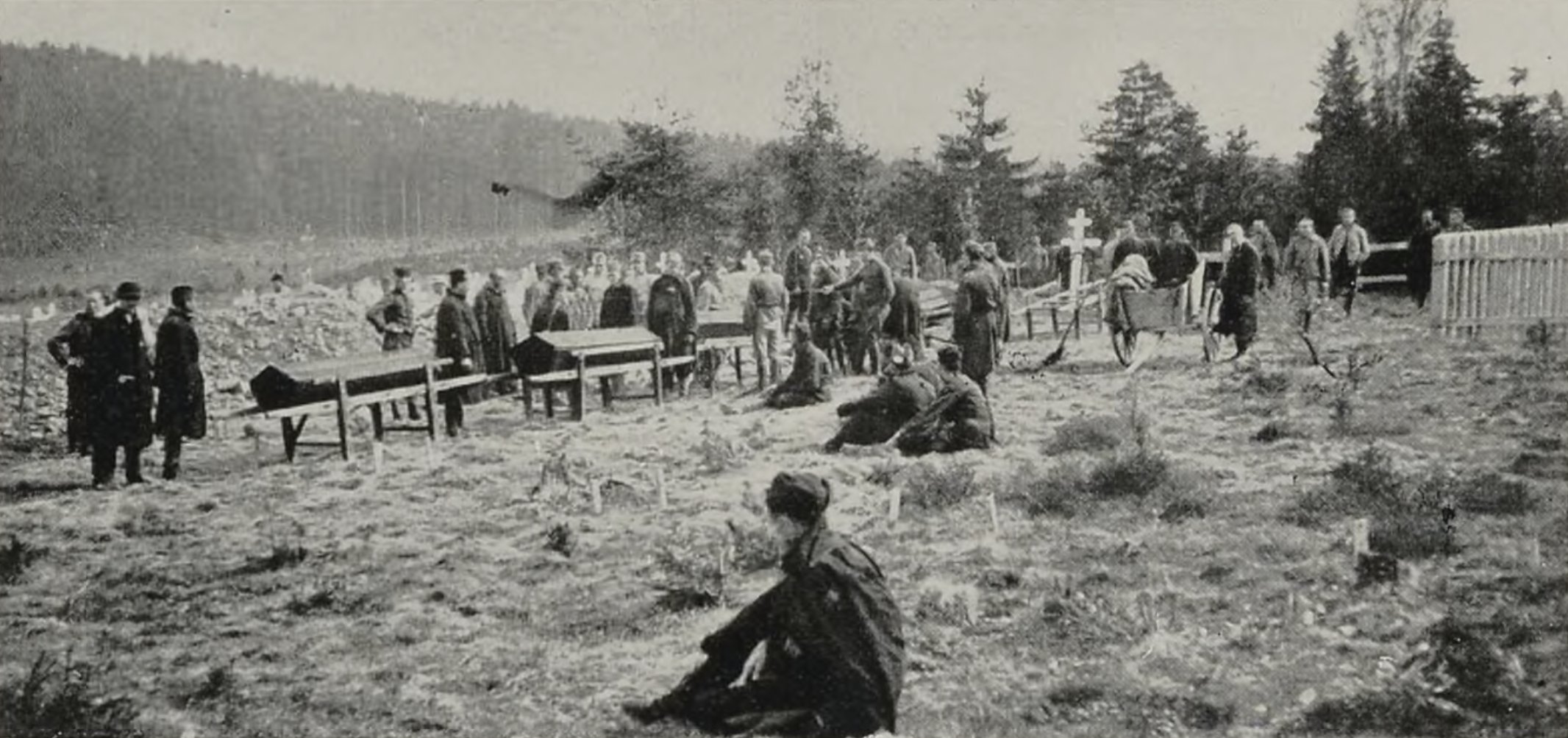
Ukládání rakví do země (asi 1916)

V Jindřichovicích byl na počátku první světové války zřízen pracovní tábor pro italské, ruské a srbské zajaté vojáky. Pro jeho potřeby byl na kraji lesa při silnici do Rotavy založen hřbitov. Zajatci zemřelí na tuberkulózu, skvrnitý tyfus, neštovice a jiné nemoci, ale i tělesnou slabost a hlad, zde byli bez prodlev pohřbíváni. Při epidemii denně umíralo kolem čtyřiceti zajatců. Ti pak byli pohřbíváni do společných hrobů po 20–25 zemřelých.
Celkem bylo na hřbitově pohřbeno přibližně 3 850 zajatců. V roce 1926 byly ostatky srbských zajatců jindřichovického tábora exhumovány a přemístěny do mauzolea. Protože se část hřbitova nacházela na blatech, některá těla nebyla rozložena a zůstala mumifikována. Malé dřevěné rakve (70x30x30 cm) pro uložení ostatků stačily pouze pro lebku a zbylé části koster a tak bylo rozhodnuto, že tato těla zůstanou na původním místě. Na místě původního pohřbu zůstaly také ostatky italských zajatců na přání Italské vlády. Během několika týdnů bylo přeneseno do mauzolea přibližně 2 300 ostatků srbských zajatců. Desítky pomníků, které rodinní příslušníci nechali pro své blízké po roce 1918 postavit, zůstaly po exhumacích shromážděny u vchodu. Po exhumacích a převozech zde zůstalo pohřbených přibližně 1 300 Italů a na 50 Rusů. V mauzoleu byly pietně pohřbeny také ostatky zemřelých Srbů z jiných zajateckých táborů, např. z Písku, Chebu, Chodové Plané, Broumova či z Chomutova.
Na hřbitově se pohřbívalo i v průběhu druhé světové války. Na neohraničené srbské části bylo dne 24. června 1949 evidováno 8 hrobů: dva příslušníci SSSR, nadporučík Rudé armády a dva vojíni Rudé armády, polský příslušník, zajatý francouzský vojín, vojín německé armády (údajně dezertér, pověšený pro výstrahu 10. března 1945 na stromě za obcí směrem ke Kraslicím) a čtyři ženy ubité roku 1945 při pochodu smrti.
V roce 1949 proběhly úpravy hřbitova a potom již hřbitov chátral, hroby téměř zmizely, zůstaly jen zbytky oplocení a dva kamenné kříže.

### Mauzoleum

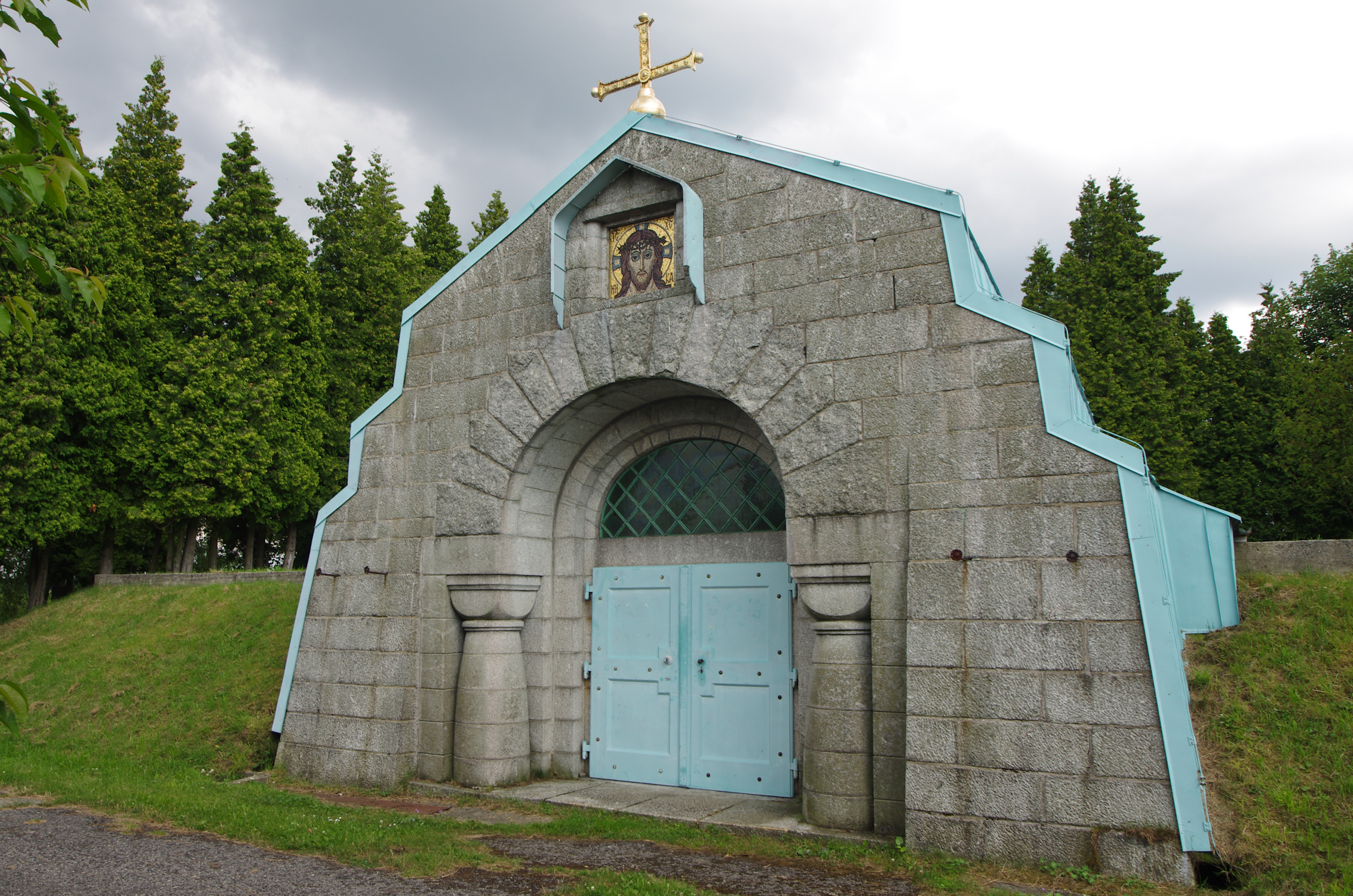
Mauzoleum, Jindřichovice

Mauzoleum bylo zřízeno v letech 1925–1932 v bývalé vodárně, která stála nad jindřichovickým hřbitovem a sloužila zajateckému táboru. Vybudovala jej vláda Jugoslávie a nechala zde uložit ostatky 7 100 Srbů a 189 Rusů. Myšlenku vybudovat kostnici předložil církevní inspektor Milivoj Cvrčanin. Stavba podle návrhu ruského architekta Vladimira Brandta začala roku 1925 a byla postavena zčásti do terénu a zčásti vyhloubena pod terén do sklepních prostor. V letech 1927–1936 sem bylo převezeno přibližně 7 100 exhumovaných těl srbských válečných zajatců. Protože za války nebyli zajatci pohřbíváni podle národnosti ale podle vyznání, byly do mauzolea přeneseny ještě další malé rakve s ostatky 189 ruských zajatců. Roku 1938 sem bylo uloženo 89 malých plechových rakví s ostatky srbských válečných zajatců z první světové války, které byly exhumovány z několika hřbitovů v Nizozemsku. Celkový počet uložených ostatků dosáhl čísla 7 378 válečných obětí. Jedná se tak o jedno z největších pohřebišť z první světové války na českém území.

### Zajatecký tábor
Zajatecký tábor srbských a ruských zajatců byl zřízen za první světové války v roce 1915 mezi Jindřichovicemi a rotavským lomem na čedič. Postavili jej sami zajatci, kteří pracovali v rotavských železárnách a stavěli chemické závody v Sokolově. Lágrem prošlo celkem na 40 000 zajatců a zemřelo jich zde přibližně 4 000. V táboře byli také srbští civilisté, nejstarší zajatec byl pravoslavný kněz (92 let), nejmladší jeho vnuk (8 let).

### Současnost
V roce 2017 vznikl záměr obnovit pietní místo. Krajský úřad Karlovarského kraje spolu s Lesy ČR nechali zpracovat studii a projekt na revitalizaci místa. Od dubna do října 2018 probíhala realizace. Byla vybudována nová prohlídková trasa mezi původními kamennými kříži, kterou lemují původní náhrobky. Uprostřed byla postavena otevřená lesní kaple. Došlo k vybudování odpočinkových míst s lavičkami, dřevěných povalových chodníčků a schodišť. Pietní místo lemují dřevěné sloupky, které symbolizují původní oplocení. Celkové náklady na realizaci činily 2 540 tis. Kč, z toho Lesy ČR zaplatily 2 260 tis. Kč a Krajský úřad Karlovy Vary 280 tis. Kč.

## Galerie

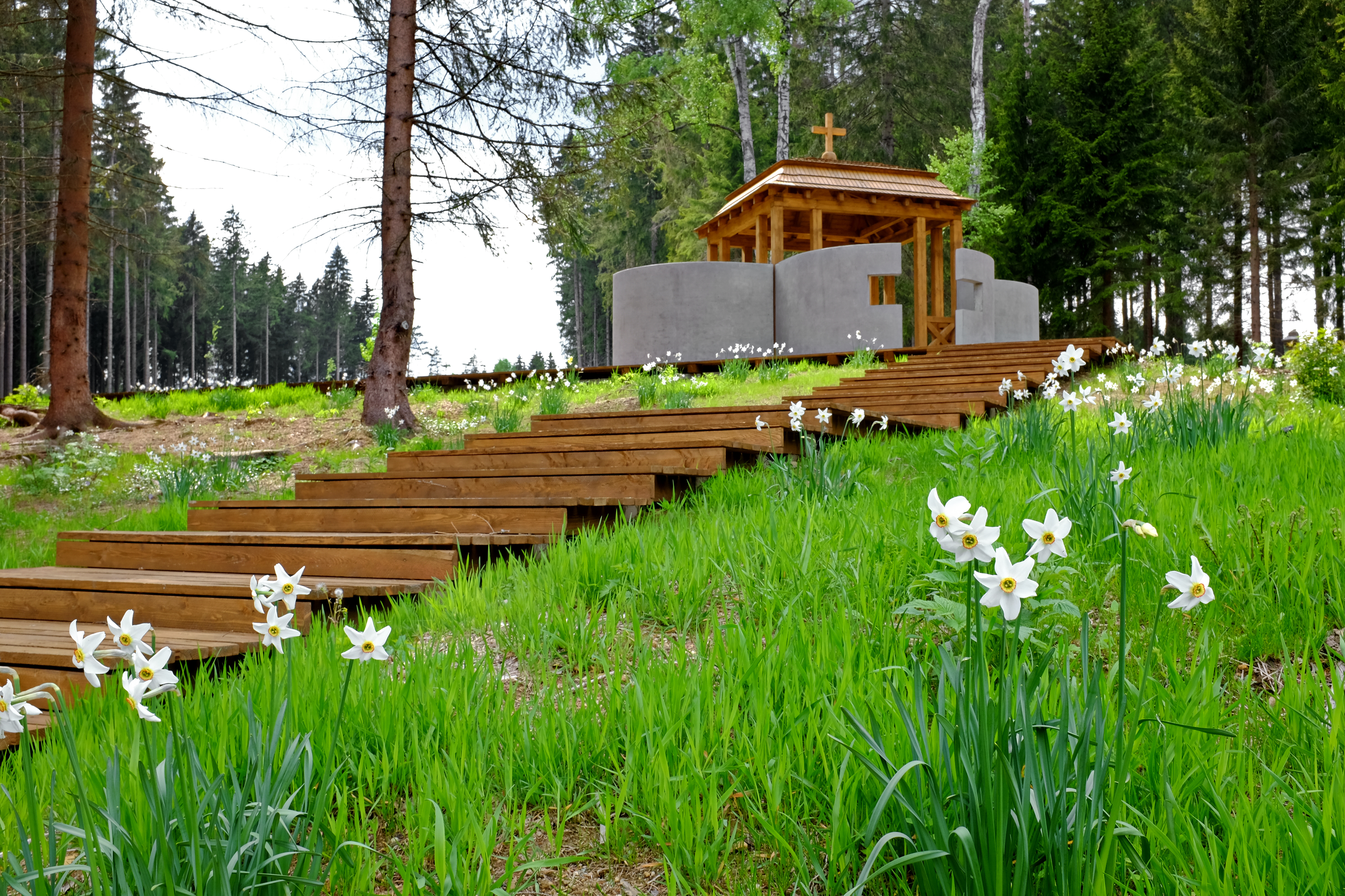
Schodiště ke kapli
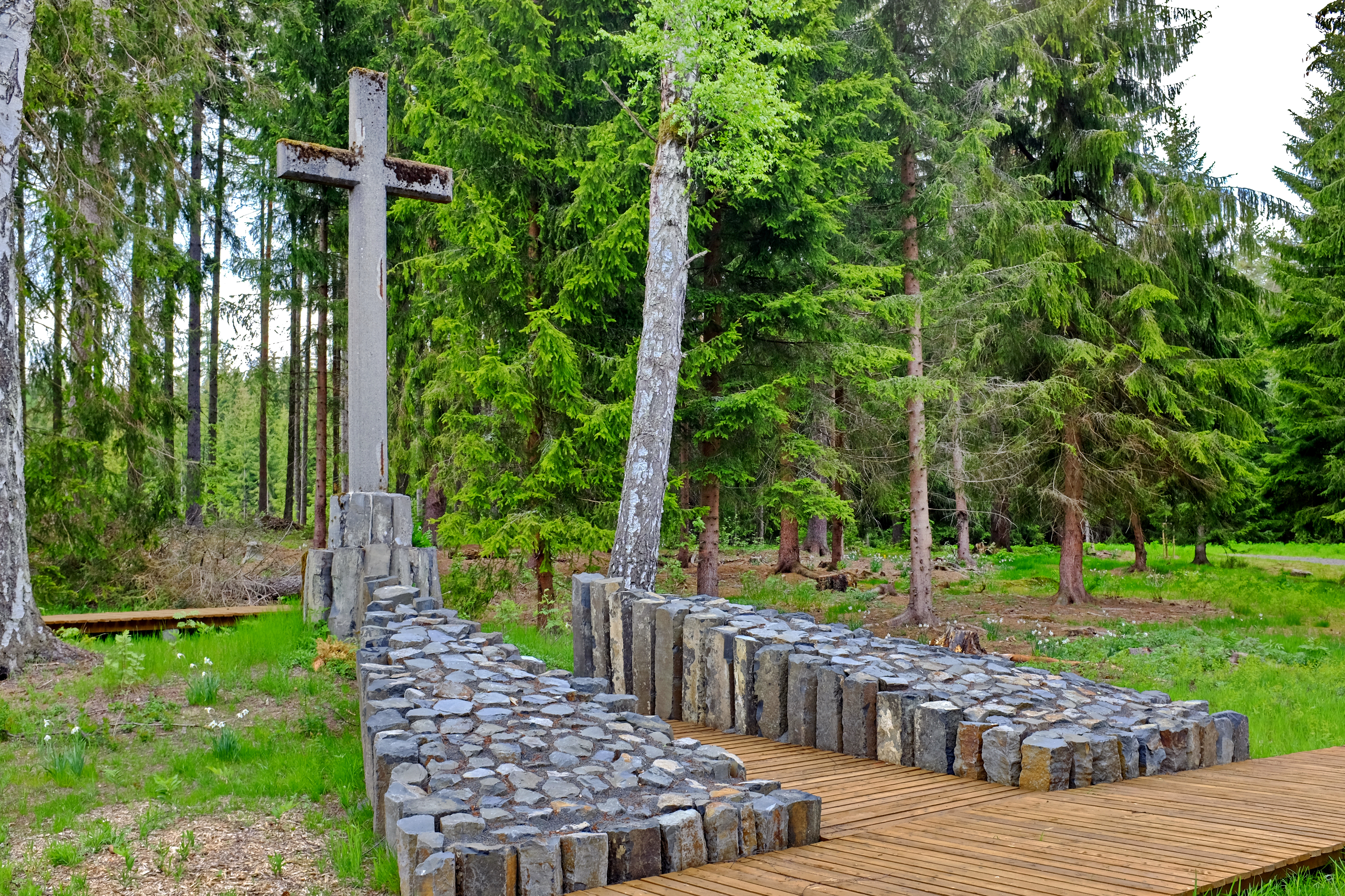
Latinský kříž
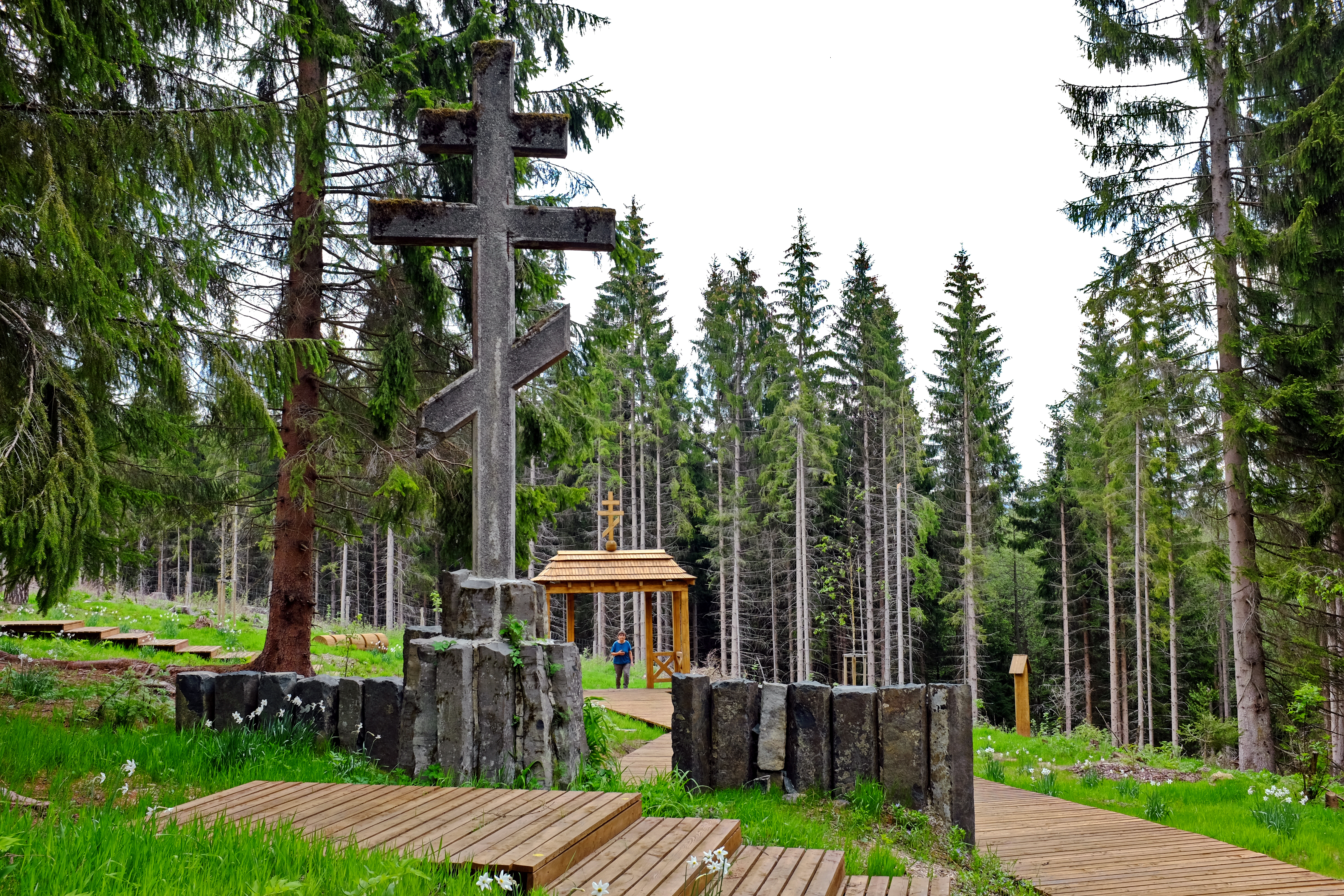
Pravoslavný kříž
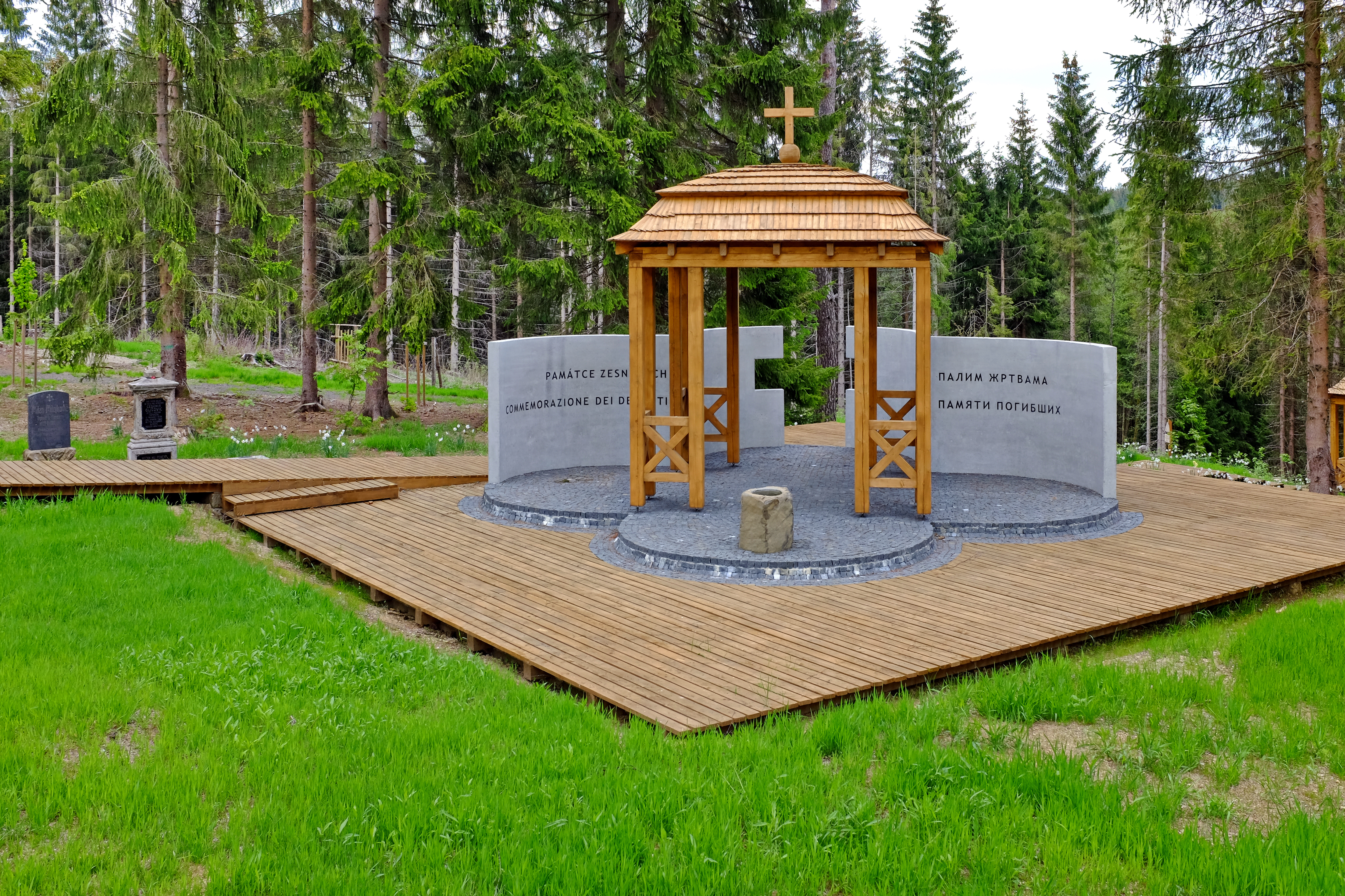
Dřevěná kaple
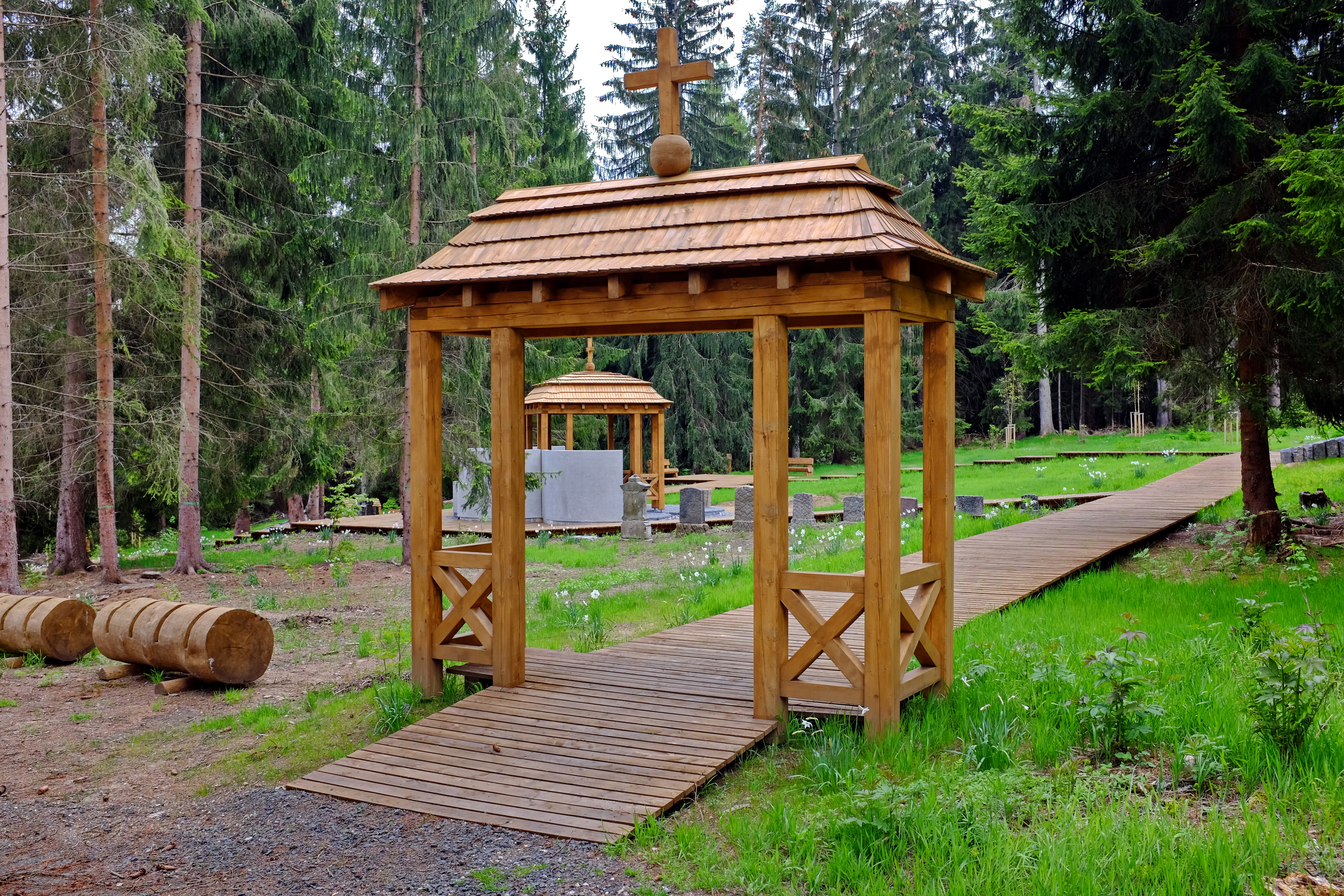
Jedna ze vstupních bran